# Palacio de la República (Berlín)
El Palacio de la República (en alemán: Palast der Republik) fue un edificio, ahora demolido, que se encontraba en la ciudad alemana de Berlín, en ese entonces en la zona de "Berlín oriental", situado en la Schlossplatz o plaza del Palacio, a orillas del río Spree. 
El edificio fue construido entre 1973 y 1976, y entre 1976 y 1990 fue la sede de la Volkskammer, o «Cámara del Pueblo», el parlamento de la extinta República Democrática Alemana (RDA). Hacia 2008 las autoridades de la Alemania reunificada demolieron el edificio para emprender la reconstrucción del antiguo Palacio Real de Berlín, cuyas obras empezaron en 2013 y se terminaron en diciembre de 2020.

## Historia

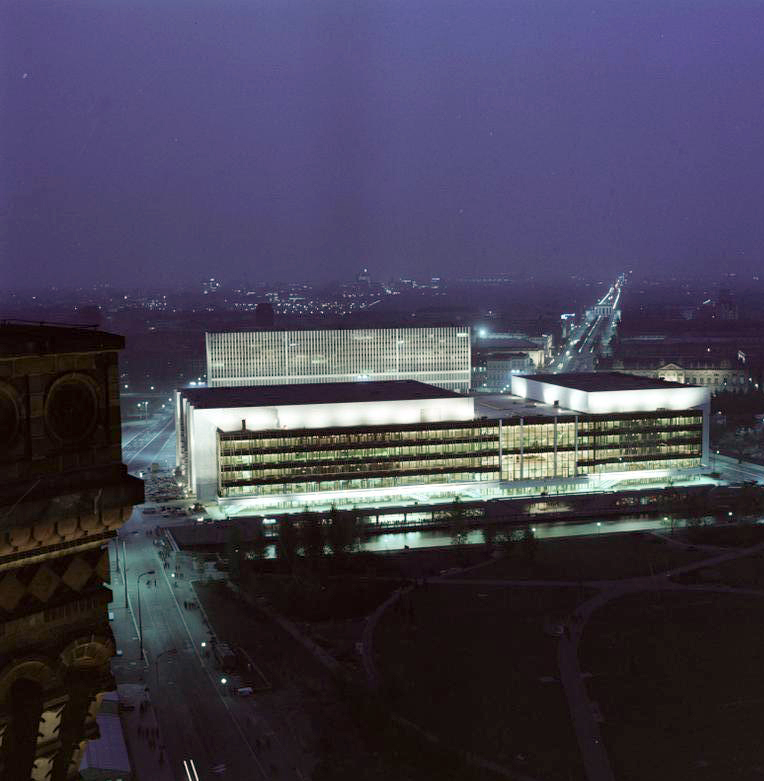
El palacio durante los años 70, en una imagen nocturna.

### Durante la RDA
Fue construido a comienzos de los años 1970 en el típico estilo de la época, con ventanas espejadas en bronce, en 1976 pasó a ser sede de la Cámara del Pueblo (Volkskammer), el parlamento de la República Democrática Alemana (RDA). Se encontraba emplazado en la entonces denominada Marx-Engels-Platz. El edificio no sólo se usaba para asuntos administrativos o relacionados con la Volkskammer, ya que también acogía 13 restaurantes, varias galerías de arte, una bolera, una discoteca o un teatro.
Se construyó donde antes se ubicaba el Palacio Real de Berlín, dañado durante la Segunda Guerra Mundial y demolido en 1950 por las autoridades de la RDA al considerarlo un símbolo del imperialismo prusiano. Algunos alemanes orientales llamaban al Palacio de la República, en forma humorística, Ballast der Republik ("Lastre de la República"), Erichs Lampenladen ("La tienda de lámparas de Erich"), en referencia al líder de la RDA Erich Honecker y las 1.001 lámparas del techo, o Palazzo Prozzo.
En la noche del 22 al 23 de agosto de 1990, la Volkskammer votó la unión de la RDA con la República Federal Alemana (RFA), la cual se produciría el 3 de octubre de ese mismo año. A partir de entonces finalizaron las funciones políticas del edificio.

### Desmantelamiento y reconstrucción del Palacio Real
Los primeros debates públicos sobre la necesidad de reconstruir el Palacio Real surgieron en 1991 en el marco de la nueva identidad que tendría la Alemania reunificada y la reconstrucción de sus antiguos monumentos. A partir de 1992 el aristócrata y empresario alemán Wilhelm von Boddien fundó una asociación con el fin de ejercer presión e impulsar la reconstrucción del Palacio Real. La campaña de Wilhelm y sus partidarios alcanzó su punto máximo entre 1993 y 1994, bajo el lema de rescatar un elemento importante de la historia de Alemania.
Justo antes de la reunificación alemana, en 1990, se anunció que el edificio estaba contaminado por asbesto, por lo que en 1998 se contrató a una empresa especializada para descontaminarlo. El costo de la limpieza se estimó en 35 millones de euros y todo lo que había en el interior del edificio fue retirado; quedando vacío.
Para 2003 se anunció que se habían eliminado todos los asbestos y el edificio estaba en obras de restauración. Posteriormente fue abierto al público durante el verano boreal de 2003; desde 2004 se usa para eventos temporarios de esta índole, como una exhibición de los Guerreros de terracota.
En noviembre de ese mismo año el Bundestag decidió oficialmente proceder a la demolición del edificio, después de lo cual se sucedieron protestas de algunos ciudadanos berlineses y personalidades que se oponían a la demolición y recalcaban su valor histórico. En el momento en que se tomó esta decisión tanto la demolición como la restauración eran posibles.

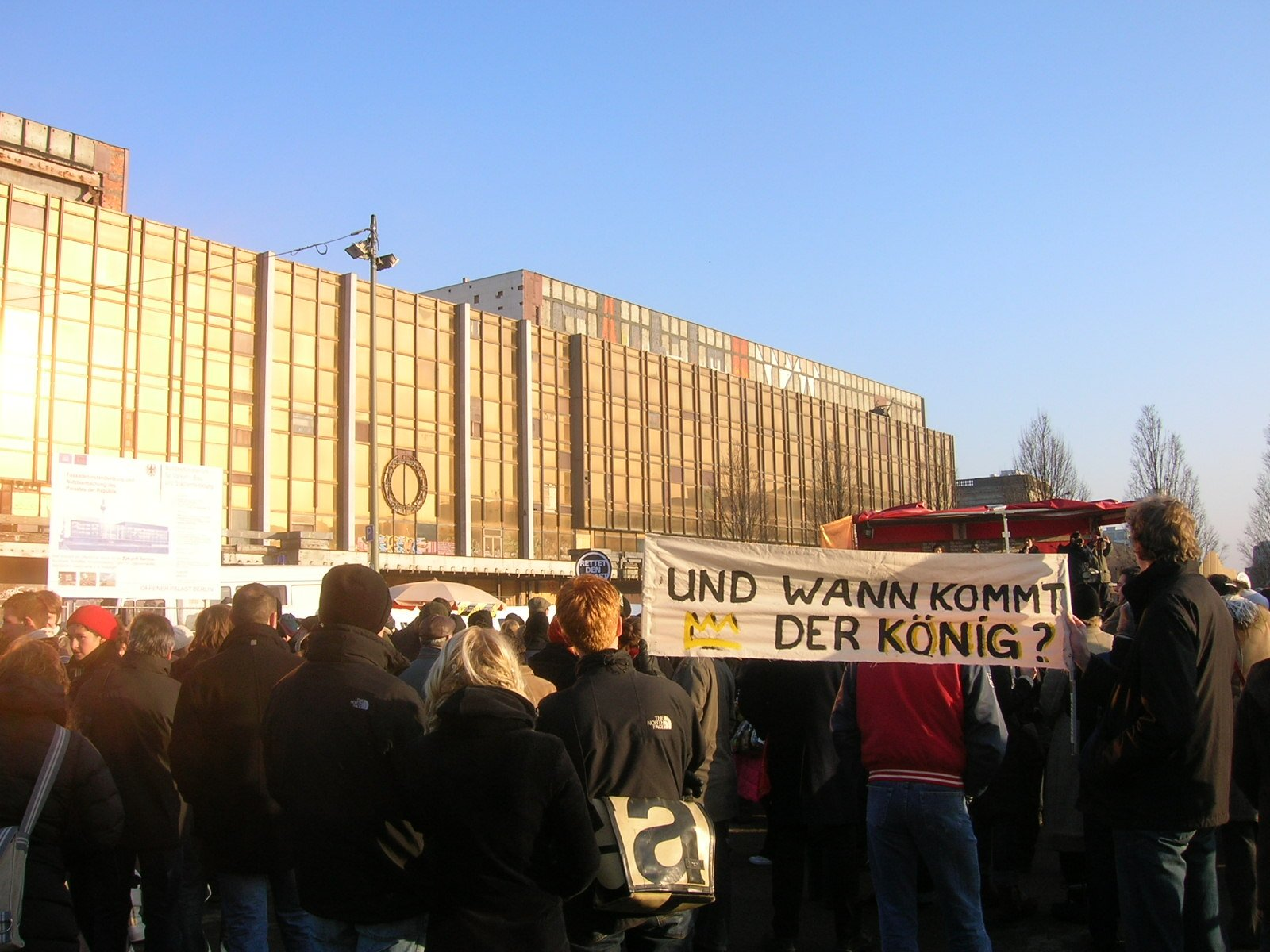
Protesta contra la demolición del Palacio. En el cartel se lee: "¿Y cuándo viene el rey?"

A pesar de que varios movimientos luchaban por su conservación, contándose entre sus filas personalidades del ambiente artístico como el protagonista del filme Good Bye, Lenin!, Daniel Brühl, y la actriz de origen alemán Sandra Bullock; el 19 de enero de 2006 el Bundestag confirmó el proyecto de demolición. La Comisión de Peticiones del Bundestag rechazó un total de 880 objeciones contra la medida y un pedido de prórroga presentado por el Partido de la Izquierda y Los Verdes.
El proceso de demolición comenzó en diciembre de 2005 y finalizó en diciembre de 2008, en el proceso volvió a surgir una nueva polémica, ya que se encontraron nuevos restos de asbesto en el sitio, lo que incrementó los costes de las obras y su duración. El desmantelamiento del Palacio de la República tuvo un coste aproximado de 119 millones de euros. Fue realizado con extremo cuidado, debido a la cercanía de la histórica Catedral de Berlín, de modo que el Palacio fue desmontando pieza a pieza, en el orden inverso en el que se construyó.
La reconstrucción del Palacio Real se estimó en 590 millones de euros, mientras tanto el terreno donde estuvo el Palacio de la República se convirtió en un espacio verde. En 2008 los fondos necesarios para la reconstrucción del Palacio Real fueron recortados como parte de las medidas de austeridad debido a la crisis económica. En junio de 2013, se iniciaron nuevamente las obras de construcción del edificio rebautizado como Foro Humboldt, financiado exclusivamente con donaciones recaudadas por Wilhelm von Boddien y estimando la finalización del proyecto para 2019.

## Galería

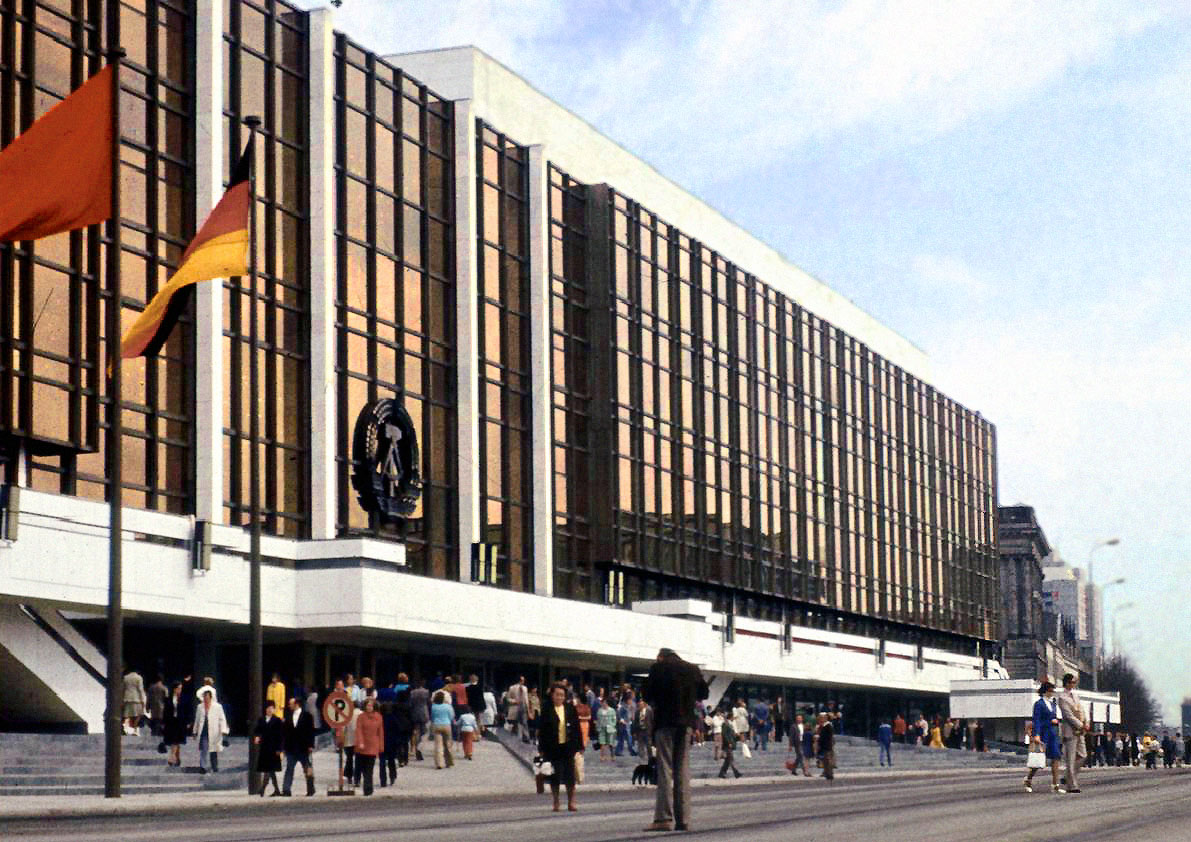
En 1980
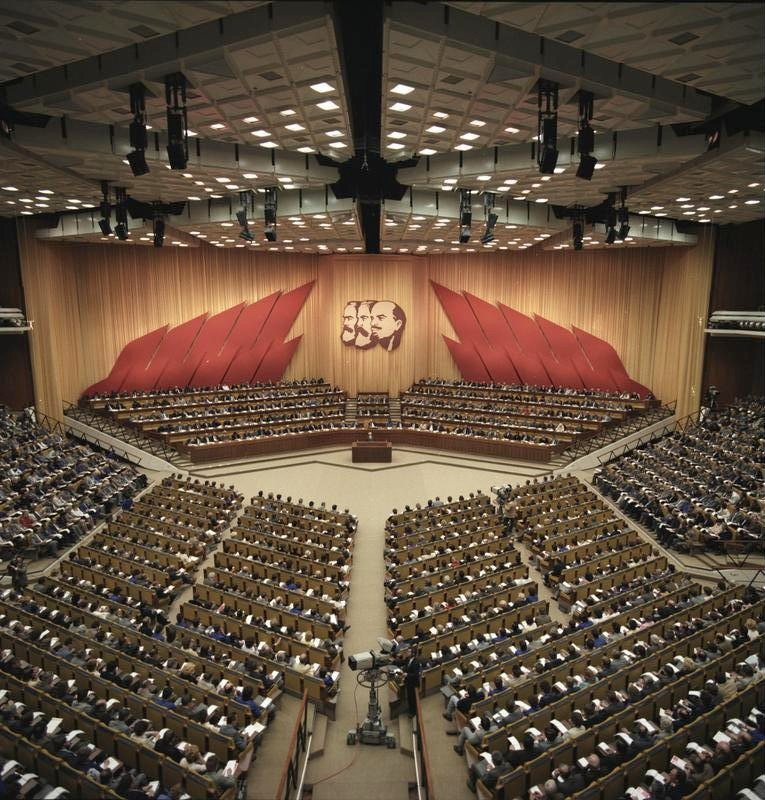
Interior del Parlamento en una sesión de 1986.
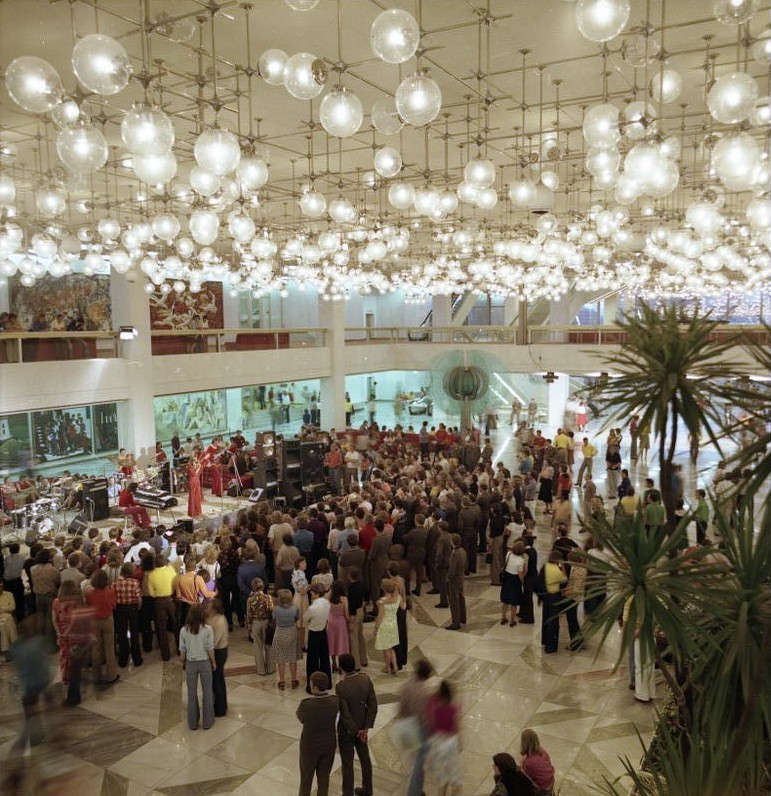
Las 1001 lámparas.
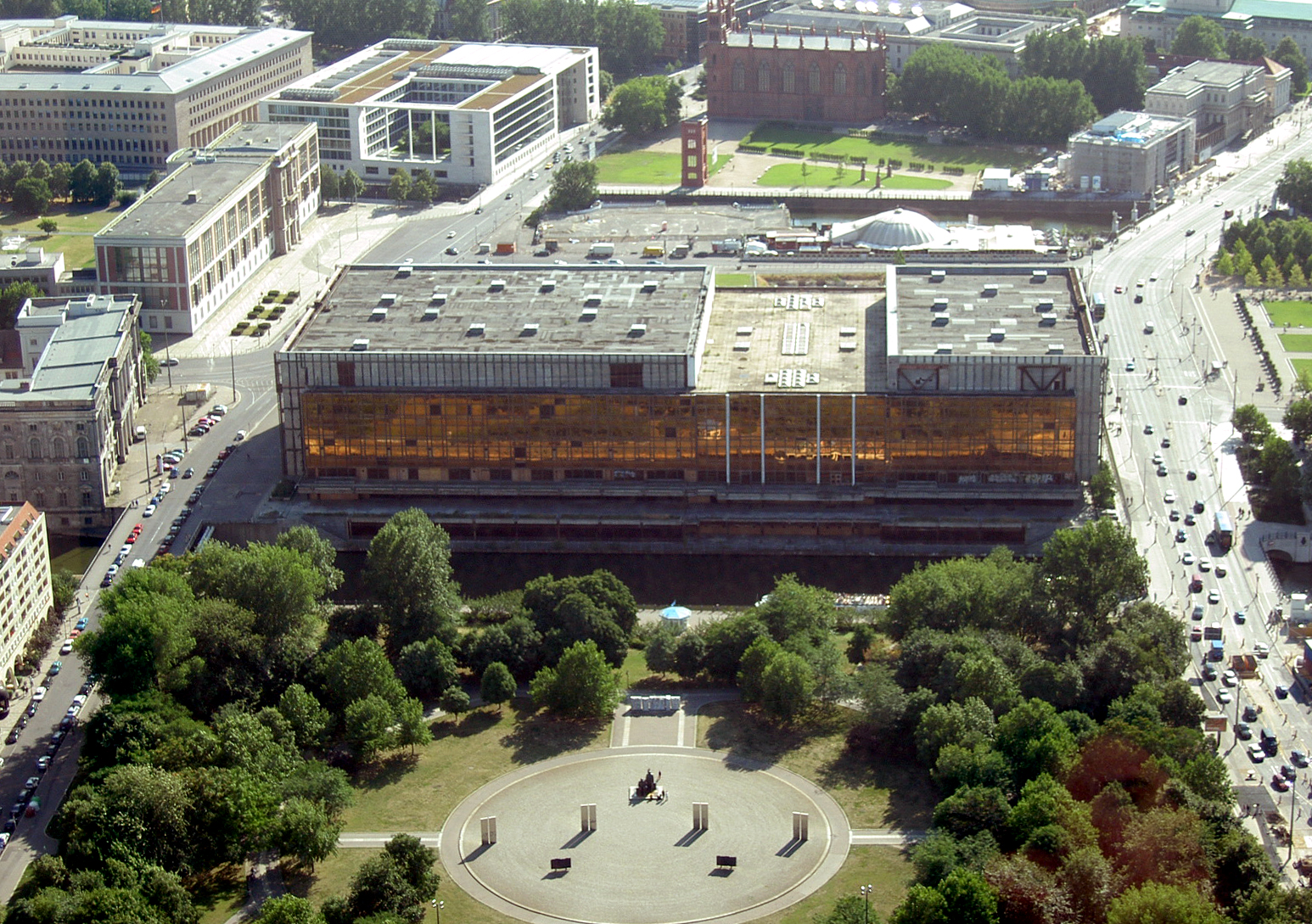
Vista aérea del Palacio de la República en 2003.